# Menno Aden

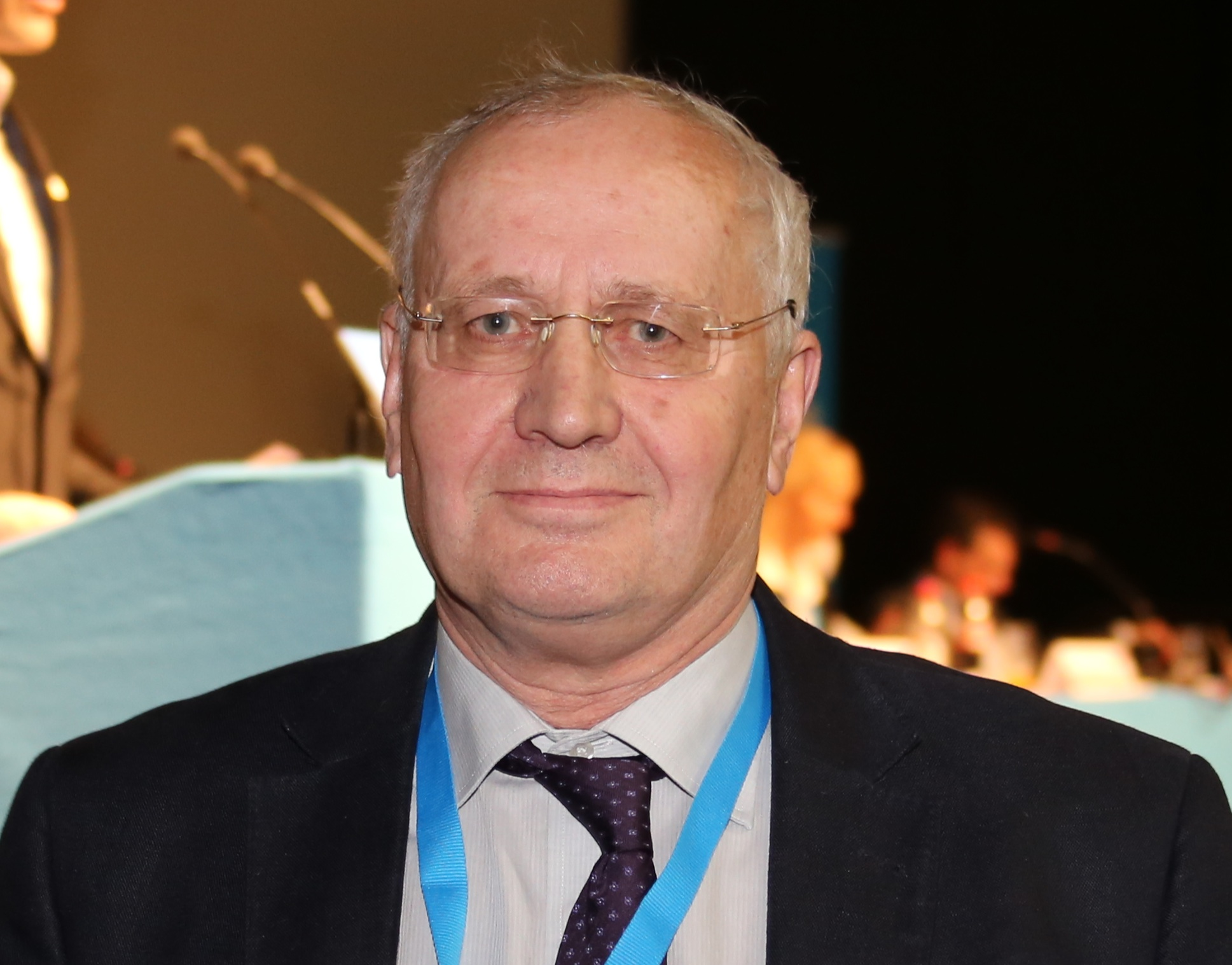
Menno Aden (2014)

Menno Aden (* 18. November 1942 in Berchtesgaden) ist ein deutscher Jurist, Autor, Hochschullehrer und Kommunalpolitiker (parteilos, ehemals AfD). Er veröffentlichte geschichtsrevisionistische Reden und Texte und gilt als Publizist der Neuen Rechten.

## Leben

### Ausbildung und beruflicher Werdegang
Aden wuchs in Schortens auf, bestand das Abitur 1962 am Mariengymnasium Jever und studierte von 1963 bis 1967 Rechtswissenschaften an den Universitäten in Tübingen, Göttingen und Bonn. In Tübingen wurde er Mitglied des Corps Franconia. Nach dem Assessorexamen wurde er 1972 in Bonn promoviert. In den Jahren 1971/72 war er Senior Research Officer am Institut für Rechtsvergleichung der Universität von Südafrika (UNISA).
Von Juli 1994 bis Juli 1996 war Menno Aden Präsident des Oberkirchenrates der Evangelisch-Lutherischen Landeskirche Mecklenburgs. 1998 wurde bekannt, dass gegen Aden ein Verfahren wegen „nichtgedeihlichen Wirkens“ eingeleitet wurde. Bereits seit Juli 1996 hatte er seinen Dienst im gegenseitigen Einvernehmen nicht mehr wahrgenommen. Ende 1999 wurde Aden zudem wegen Problemen bei der Zusammenarbeit mit allen Leitungsorganen der Landeskirche endgültig aus dem Amt abberufen und in den Ruhestand versetzt. Aden klagte zwar erfolgreich gegen seine Abberufung beim zuständigen Kirchengericht; die Vereinbarung jedoch, dass er seine Dienstgeschäfte so lange nicht wahrnimmt, bis eine Vereinbarung über die von der Kirche angestrebten Beendigung seines Dienstes getroffen ist, blieb bestehen.
Später lehrte er bis 2007 an der FOM – Hochschule für Oekonomie und Management in Essen. Neben seiner Lehrtätigkeit verfasste er zahlreiche Schriften im Bereich Bank-, Wirtschafts- und internationales Recht. Darüber hinaus veröffentlichte er theologische Schriften und Bücher zu anderen Themen. Er ist der Erstübersetzer des religiösgeschichtlichen Epos Kashida des britischen Schriftstellers und Reisenden Richard Francis Burton. Daneben übersetzte er in seinem Buch Puschkin Russlands erster Dichter etwa hundert Gedichte Puschkins.

### Publizistische Tätigkeit und Politik
Von 2006 bis zum Juni 2012 war er Vorstandsmitglied des Vereins Deutsche Sprache. Menno Aden war bis zu seinem Rücktritt 2014 Vorsitzender der Staats- und Wirtschaftspolitischen Gesellschaft (SWG) in Hamburg.
Menno Aden verfasste in den Jahren 2008 und 2009 regelmäßig wirtschaftsrechtliche Artikel für die Wochenzeitung Junge Freiheit. Daneben hielt er regelmäßig Vorträge, etwa zum Thema „Deutscher Patriotismus im heutigen Europa“, bei der Bürgerbewegung pro Deutschland. In seinem 2003 in 2. Auflage erschienenen Werk zur internationalen Handelsschiedsgerichtsbarkeit spricht Aden von einer „traditionellen deutschen nationalen Ichschwäche“, die leicht dazu führe, „dass sich ein deutscher Jurist von einem selbstbewussten Amerikaner, insbesondere wenn dieser wie nicht selten jüdischer Herkunft ist, eher ‚die Butter vom Brot nehmen lässt‘ als umgekehrt“.
Aden ist Erstunterzeichner der Aktion Linkstrend stoppen. 2010 war er Mitherausgeber eines umstrittenen Buches zum sexuellen Missbrauch in Deutschland.
Er veröffentlichte wiederholt geschichtsrevisionistische Texte und Reden zur Frage der deutschen Kriegsschuld im Zweiten Weltkrieg (Überfall auf Polen) sowie zu vermeintlich positiven Effekten der militärischen Niederlage Frankreichs gegen Nazideutschland im Jahr 1940. Im Rahmen der von ihm als SWG-Vorsitzendem mitorganisierten „Hamburger Freiheitsgespräche (HF)“ stellte er die offiziellen Zahlen der im Holocaust ermordeten Juden in Frage. Aden erklärte demnach wörtlich: „Seriöse Historiker nennen heute ganz andere Zahlen, man traut sich nur nicht, sie entgegenzuhalten … denn sie sind geradezu strafbar gering.“ In der Erinnerungskultur beklagte Aden in seinen Veröffentlichungen einen angeblichen „sozial-nationalistischen Schuldkult“ und eine „Dämonisierung“ der preußischen Tradition. Im Januar 2019 veröffentlichte er ferner einen 120 Seiten langen „Reiseführer“ über Orte entlang der ehemaligen Reichsstraße 1 von Eydtkuhnen im einstigen Ostpreußen bis nach Aachen, basierend auf dem Stand des Grundnetzes der Reichsstraßen aus dem Jahr 1937.
Über 30 Jahre war Aden Mitglied der CDU, trat allerdings nach eigener Aussage wieder aus, weil er die Politik von Angela Merkel nicht mehr habe mittragen können.
Später wurde Aden Mitglied der Partei Alternative für Deutschland, für die er im Jahr 2014 in den Rat der Stadt Essen gewählt wurde. Am 18. Juni 2014 trat Aden aus der AfD-Ratsfraktion sowie aus der Partei aus und wollte sich der Fraktion des Essener Bürgerbündnisses (EBB) anschließen. Dies wurde jedoch von der EBB-Fraktion verworfen. Aden gehörte daraufhin bis 2020 als partei- und fraktionsloser Ratsherr dem Rat der Stadt Essen an.
2018 bezeichnete Aden die Entscheidungen Angela Merkels in der Flüchtlingspolitik als „Einstieg in den autoritären Staat“, dessen Steigerung dann die Diktatur sei. Im Kontext der umstrittenen Wahl Thomas Kemmerichs (FDP) zum Thüringer Ministerpräsidenten mit Stimmen der AfD-Fraktion um den Rechtsextremisten Björn Höcke (AfD) und der anschließenden Regierungskrise in Thüringen 2020 bewertete Aden Rücktrittsforderungen an Kemmerich als Zeichen des „Niedergangs der Demokratie und des Rechts“ und attestierte Deutschland einen Zustand der „autoritären Herrschaft“, in der das Recht nur noch scheinbar geachtet werde.

### Privates
Menno Aden ist verheiratet und hat mit seiner Frau fünf Kinder. Sein jüngster Sohn Dietrich Aden (CDU) wurde 2020 zum Bürgermeister der Stadt Greven gewählt.

## Schriften (Auswahl)
- Puschkin: Russland und sein erster Dichter. Attempto, Tübingen 2000, ISBN 3-89308-324-3.
- Internationale Handelsschiedsgerichtsbarkeit: Kommentar zu den Verfahrensordnungen. Beck, München 2003, ISBN 3-406-49178-2.
- Christlicher Glaube: Darstellung der Grundlagen und Kommentar zum apostolischen Glaubensbekenntnis. Daedalus, Münster 2004, ISBN 3-89126-147-0.
- Internationales Privates Wirtschaftsrecht. Oldenbourg, München 2005, ISBN 3-486-57892-8; 2. Auflage 2009, ISBN 978-3-486-58952-8.
- Deutsch und Englisch: Zum deutschen sprachlichen und kulturellen Selbstbewußtsein. IFB, Paderborn 2007, ISBN 978-3-931263-72-0.
- Richard Francis Burton: Die Kasidah des Haji Abdu El-Yezdi. Übersetzt und erläutert von Menno Aden. Attempto, Tübingen 2007, ISBN 978-3-89308-401-2.
- Die Schlacht im Teutoburger Wald vor 2000 Jahren. Wendepunkt für Europa und die Welt (= Eckartschriften. Heft 196). Österreichische Landsmannschaft, Wien 2009.
- Hrsg. mit Andreas Späth: Die missbrauchte Republik: Aufklärung über die Aufklärer. Verlag Inspiration Un Limited, London/Hamburg 2010.
- Nimmersatt und Nimmerwiedersehn. Gedichte. IFB Verlag, Paderborn 2012, ISBN 978-3-942409-14-8.
- Friedrich II. Der Große! Das Ende des alten Reiches der Deutschen und die Verwandlung Europas (= Eckartschriften. Heft 207). Österreichische Landsmannschaft, Wien 2012.
- Apostolisches Glaubensbekenntnis: Grundlagen des christlichen Glaubens und Wort für Wort-Kommentar. Verlag Traugott Bautz, Nordhausen 2013, ISBN 978-3-88309-814-2.
- Deutsche Fürsten auf fremden Thronen. Druffel & Vowinckel, Gilching 2014, ISBN 978-3-8061-1241-2.
- Die Reformation und das Augsburger Bekenntnis von 1530 nach heutigen Predigten kommentiert. Verlag Traugott Bautz, Nordhausen 2015, ISBN 978-3-95948-057-4.
- Das Werden des Imperium Americanum und seine zwei hundertjährigen Kriege. ARES Verlag, Graz 2016, ISBN 978-3-902732-63-7.
- Kulturgeschichte der deutschen Erfindungen und Entdeckungen von Albertus Magnus bis Konrad Zuse. ifb – Verlag Deutsche Sprache, Paderborn 2017, ISBN 978-3-942409-55-1.
- Maschinelle Sprachübersetzung und die globale Wirtschaftssprache der Zukunft. Recht der Internationalen Wirtschaft (RIW), Heft 4, 2018, S. 1.
- Antikes Kommunalrecht – Zum Briefwechsel von Plinius und Kaiser Trajan. Der Gemeindehaushalt, 2018, S. 44 ff.
- Schutz deutscher Unternehmen gegen Abwanderung in das Nicht-EU-Ausland. Recht der Internationalen Wirtschaft (RIW), Heft 12, 2017, Editorial.
- Die Reformation als Paradigmenwechsel in der Legitimation öffentlicher Gewalt. NVwZ, Heft 21/2017 (Aufsätze).
- Puschkin – Russland und sein erster Dichter. wbg-Academic, Darmstadt 2019, ISBN 978-3-534-40246-5 (völlig überarbeitete Fassung mit neuen Gedichtübersetzungen des gleichnamigen Buches von 2000).
- Kulturgeschichte der großen deutschen Erfindungen und Entdeckungen. ifb-Verlag, Paderborn 2019, ISBN 978-3-942409-87-2 (völlig überarbeitete und erweiterte Fassung des obigen Buches Kulturgeschichte 2017).
- Franz Schlegelberger – Staatssekretär im Reichsjustizministerium 1931–1942. Verlag Traugott Bautz, Nordhausen 2020, ISBN 978-3-95948-378-0.
- Lermontow-Russlands unvollendeter Dichter. Verlag wbg-Academic 2020, ISBN 978-3-534-40447-6.
- Puschkins Plejade. Verlag wbg-Academic, Darmstadt 2022, ISBN 978-3-534-40666-1.
- Der Glaube ist aber eine gewisse Zuversicht – Der Hebräerbrief und die natürliche Religion. Deutsches Pfarrerinnen- und Pfarrerblatt 2022, S. 649–653.
- Der Fall von Donald Trump, Recht der Internationalen Wirtschaft ISSN 0340-7926,  2024, S. 261 f
- Bosnien – Scharnier der Kulturen. Uhingen, 2024, ISBN 978-3-87336-803-3 (266 Seiten).
- Afanassij Fet – Der russische Dichter aus Darmstadt, Gerhard Hess Verlag 2024, ISBN 978-3-87336-834-7
- Jesu Macht über die unsauberen Geister.  Griechisch-Lateinische Bedeutungsverschiebungen im Neuen Testament, Deutsches  Pfarrerinnen- und Pfarrerblatt ISSN 0939-9771 2024, S. 400 f